# Ганди, Дэвид
Дэ́вид Джеймс Га́нди (англ. David James Gandy, род. 19 февраля 1980, Биллерикей, Эссекс, Англия) — английская модель. Несколько лет был лицом бренда Dolce & Gabbana.

## Биография
Родился 19 февраля 1980 года в Billericay, в графстве Эссекс, в Великобритании в простой семье рабочих. После того, как Дэвид выиграл в телевизионном модельном шоу, он стал успешной моделью.
В течение нескольких лет Ганди являлся ведущей мужской моделью итальянских дизайнеров Dolce & Gabbana и принимал участие в модных показах, фотосессиях и съёмках рекламных роликов.
В отрасли, где доминируют худые мужчины, мускулистый Дэвид призвал некоторых дизайнеров перейти к более мужественным стандартам. С увеличением уровня популярности и узнаваемости он попадал на обложки журналов, участвовал во множестве фотосессий, давал интервью и получал различные награды.
Дэвид начал вести блог для британского Vogue, создал мобильное приложение и занялся благотворительностью.

## Личная жизнь
В 2008 году был обручён с британской моделью Хлоей Придхэм, однако в 2010 году пара объявила о расставании.
В 2010 году был роман с журналисткой Лаурой Уитмор.
В 2011 году Дэвид познакомился с солисткой британской группы The Saturdays Молли Кинг, однако в 2012 году пара распалась, как оказалось впоследствии, из-за романа Дэвида на стороне с начинающей моделью и своей давней знакомой Сарой Энн Макклин.
Пара была в отношениях год, после чего распалась. Затем у Дэвида был короткий роман с актрисой Самантой Баркс, после расставания с которой он ещё несколько раз сходился и расходился с бывшей девушкой Сарой Энн.
C 2014 по 2016 год Дэвид снова состоял в отношениях с певицей Молли Кинг, но отношения не сложились из за чрезмерной занятости Дэвида в различных проектах. Как заявляют некоторые интернет ресурсы Дэвид не собирался бросать работу из-за неё.
В настоящее время Дэвид обзавёлся новой пассией. Его новую девушку зовут Стефани Мендорос. Девушка работает адвокатом и специализируется на уголовном и семейном праве. У пары есть дочь — Матильда (род. в 2018 году). В 2021 пара стала родителями во второй раз - у них родилась ещё одна девочка.

## Модельная карьера

### Навыки
В юности Дэвид хотел стать ветеринаром, но его оценки не были достаточно высокими для необходимых стандартов к поступлению. В то время он изучал мультимедиа и перешёл работать в журнал Auto Express, поставляя последние модели Porsche и Jaguar на трассу для тестирования. До окончания Глостерширского университета по специальности маркетинг, сосед, без ведома Дэвида, отправил его фотографии на модельный конкурс ITV This Morning, организованное Richard and Judy, и 21-летний Ганди выиграл конкурс, в котором он получил контракт с Select Model Management в Лондоне.

### Работа
В первые годы своей карьеры, Ганди становится моделью для различных компаний, включая такие, как Shiatzy Chen, 7 for all Mankind, Zara, Gant U.S.A., Hugo Boss, Russell & Bromley, H&M, Carolina Herrera, Massimo Dutti и др. В 2006 году он стал лицом компании Dolce & Gabbana. Ежегодно, до 2011 года, он занимал главные роли в кампаниях и модных показах, работая с такими женскими супермоделями, как Gemma Ward, Scarlett Johansson и Naomi Campbell, а также с мужчинами-моделями, как Noah Mills, Tony Ward и Adam Senn.
Дэвид является самой упоминаемой мужской моделью за 2007 год благодаря аромату Dolce & Gabbana «Light Blue», в рекламе которого он снимался вместе с Marija Vujovic (снято фотографом Mario Testino). Реклама получила 11 миллионов онлайн просмотров и 50-футовый щит на Таймс-сквер. В 2008 году он стал моделью для собственного календаря, снятого фотографом Mariano Vivanco. Ганди стал также моделью и для второго аромата «Light Blue» в 2010 году, но на этот раз вместе с моделью Anna Jagodzinska, а также снялся в короткометражном рекламном ролике под названием «Away We Stay» для W Hotels с Helena Christensen.
В 2011 году модный дом опубликовал книгу «David Gandy by Dolce & Gabbana» объёмом в 280 страниц, которая состоит из фотографий их многолетнего сотрудничества. В том же году Дэвид был на четырёх обложках журналов и участвовал в пяти модных фотосессиях. В 2012 году Ганди появился уже на шестнадцати обложках журналов и участвовал в восемнадцати показах мод, а также снимался для Banana Republic, Lucky Brand Jeans, El Palacio de Hierro и Marks & Spencer. Кроме того, он стал представителем Johnnie Walker Blue Label.
В 2013 году Dolce & Gabbana выпустила третью версию аромата «Light Blue» с участием Дэвида. И снова снимал Mario Testino на острове Капри, в южной Италии, но на этот раз с итальянской моделью Bianca Balti в женской роли. Британская марка обуви Bionda Castana выпустила фильм с участием Ганди под названием «David Gandy’s Goodnight.» В нём он соблазняет нескольких женщин, которые позже обнаруживают, что он украл их обувь. 26 сентября, Дэвид совместно с Jaguar, выпустил короткометражный фильм под названием «Escapism». В котором Дэвид представляет модели автомобилей, таких как C-Type, E-Type, XKSS, а также новую модель F-Type.

## Другие стремления

### Модные проекты
В мае 2010 года Дэвид выступил на University of Oxford Union как часть из группы специалистов, включавших фотографа Tony McGee, Victoria & Albert Museum, старшего куратора Claire Wilcox, модного консультанта Frances Card и Dolly Jones- редактора британского Vogue. До него в Oxford Union выступали такие знаменитости, как Уинстон Черчилль, Королева Елизавета и Мать Тереза. В 2010 году, Дэвид выпустил приложение для мобильных телефонов «David Gandy Men’s Style Guide», которое включает в себя советы для мужчин в области стиля и одежды. Это приложение, в конечном итоге, вошло в Топ-3 на рынке продаж.
В сентябре 2011 года Ганди стал представителем Martini’s «Luck Is An Attitude», стартовав поиск моделей на Spanish Steps (Испанская лестница) в Риме, которая была открыта специально для этого события. Он был назначен в Комитет Британского Совета Моды по запуску Лондонской Мужской Коллекции («London Collections: Men»), как часть Лондонской Недели Моды 2012.
Во время закрытия церемонии летних Олимпийских игр 2012, Дэвид был единственным мужчиной ходившим по подиуму Union Jack, наряду с такими моделями, как Naomi Campbell, Kate Moss, Jourdan Dunn, Lily Donaldson, Georgia May Jagger, Karen Elson и Stella Tennant
По этому случаю, он носил сделанный на заказ золотой костюм от британского дизайнера Paul Smith. 19 ноября 2012 года Дэвид вновь был приглашён в Oxford Union вместе с Alex Bilmes, редактором Esquire, чтобы обсудить "Важность мужской моды («The importance of men’s fashion.»).
28 апреля 2013 года, Дэвид принял участие в обсуждении «Слишком толстый, слишком худой, мы когда-нибудь будем довольны?» («Too Fat, Too Thin, Will We Ever Be Content?») на фестивале Vogue в составе группы, под председательством главного редактора Vogue Fiona Golfar, а также моделями Daisy Lowe, Patsy Kensit и содействующим редактором Vogue Christa D’Souza.

### Журналистика и другие занятия
С февраля 2011 года, Ганди не прекращает писать блог для британского Vogue, где он рассказывает о своей карьере, моде /стиле, автомобилях, антиквариате и жизни в Лондоне. Он также является официальным обозревателем автомобилей для британского GQ. В октябре 2011 года газета London’s Evening Standard пригласила Дэвида быть гостем/редактором выпуска мужских вопросов. Его внешность вдохновила фитнес-индустрию на интервью с Дэвидом, а также на видео с упражнениями и его собственное фитнес-приложение, которое было выпущено в декабре 2012 года.
После получения гоночной лицензии в 2012 году Ганди был приглашён в качестве одного из гонщиков на гонке Милле Милья 2013 («1000 миль») в Италии. Каждый год трёхдневное мероприятие проходит почти через 200 итальянских городов из Бреши в Рим и обратно, воссоздавая оригинальные гонки, которые проходили в Италии между 1927 и 1957 годами. Он и его штурман, Yasmin Le Bon, были частью команды «Team Jaguar» за рулём автомобиля 1950 года Jaguar XK120. В начале гонки в автомобиль Ганди и Ле Бон врезался другой участник гонки, выбросив их с трассы в кювет, что вызвало повреждения крыла и боковой части раритетного автомобиля.
Они вновь вступили в гонку, заняв в конечном счёте 158-е место из 415 автомобилей. 12 сентября 2013 года в газете The Daily Telegraph стартовала новая мужская рубрика о стиле жизни «Telegraph Men». Они объявили, что Дэвид будет вести колонку.

### Награды
Ганди был номинирован и получил несколько наград в модельном бизнесе. В 2008 году испанский журнал Glamour назвал его «Самое красивое Международное мужское лицо» («Most Beautiful International Male Face») на мероприятии в Мадрид, Испания. 26 июня 2009 года, журнал Forbes назвал его третьей самой успешной мужской моделью в мире, после Matt Gordon и Sean O’Pry. В 2010 году Ганди был первым мужчиной, который когда-либо номинировался на «Модель года» («Model of the Year») в British Fashion Council (BFC) и ShortList. В 2011 году его назвали «Face of Today».
Газета The Evening Standard включила Ганди в их список «1000 Самых Влиятельных Людей Лондона» («London’s 1,000 Most Influential People») за 2011 год и снова в 2012 году. Во второй раз, BFC выдвинул его на «Модель года»(«Model of the Year») в 2012 году. Читатели Glamour признали Дэвида одним из «100 Самых Сексуальных Мужчин 2012 года» («100 Sexiest Men of 2012»), а также он занял 17 место из «50 лучших одетых в Британии» по версии журнала GQ в 2012 году. В конце 2012 года, сайт Models.com классифицировал Дэвида под номером 4 в списке «Money Guys» и номером 5 в списке «Топ Иконы» («Top Icons»).
Cosmopolitan назвал Ганди одним из «самых сексуальных мужчин 2013 года» («The Sexiest Men of 2013») и британский GQ включил его в свой список в 2013 году в «100 Самых Влиятельных Мужчин в Британии» («100 Most Influential Men in Britain»).

### Благотворительная деятельность
19 февраля 2010 года Дэвид участвовал в показе мод «Fashion for Relief». Мероприятие было организовано Наоми Кэмпбелл, чтобы собрать деньги для пострадавших от землетрясения на Гаити. 17 апреля 2011 года, Ганди был частью команды «Oxglam», бежавшей в Лондонский марафон по сбору средств для магазина Oxfam. В группу «Oxglam» также входили модель Агнесс Дин и модельер Henry Holland. В мае 2011 года Дэвид становится моделью для футболки разработанной модельером Katherine Hamnett. Выручка от продажи футболок пошла в Фонд компании Environmental Justice Foundation’s «Save The Sea» («Сохрани море»).
23 марта 2012 года, Дэвид, вместе с моделью Kate Moss и Маккартни, Стелла, появился в качестве гостя в специальном эпизоде комедии «Ещё по одной», чтобы помочь Sport Relief 2012. Через три дня, в Великобритании, приют для бездомных животных Battersea Dogs & Cats Home объявил Ганди первым послом знаменитостью. В январе 2013 года, Ганди запустил «Blue Steel Appeal». Его благотворительный фонд создан чтобы собрать деньги для Разрядка смехом Red Nose Day, фонд, который получил своё название в честь комедии «Образцовый самец», посвящённой моде. Пройдёт ряд мероприятий по сбору средств. Первый аукцион прошёл на Ebay в марте 2013 года, который включал в себя коллекционные предметы и модные приключения. В пожертвовании участвовали Виктория Бекхэм, Молли Кинг, Dolce & Gabbana, Lucky Brand Jeans, One Direction и многие другие.

## фотогалерея
- (2009) Дэвид Ганди для GQ Японии
- (2011) Дэвид Ганди с Mercedes Gullwing
- (2012) Дэвид Ганди, автомобиль оппонентом для GQ
- (2013) Дэвид Ганди в Vogue фестиваль
- (2013) Дэвид Ганди во время Коллекции Лондона: мужчины SS14
- (2013) Дэвид Ганди и Ясмин Ле Бон - 2013 Mille Miglia